# Golikowka (stacja kolejowa)
Golikowka (ros. Голиковка) – stacja kolejowa w miejscowości Pietrozawodsk, w Karelii, w Rosji. Położona jest na linii Wołchow - Murmańsk.
Stacja powstała podczas I wojny światowej, na zbudowanej wówczas murmańskiej drodze żelaznej.